# …той стане всім…
«…той стане всім…» — радянський трисерійний телефільм 1975 року, знятий режисером Тахіром Сабіровим на кіностудії «Таджикфільм».

## Сюжет
За мотивами творів Садріддіна Айні. Другий фільм кінодилогії, започаткованої фільмом «Хто був нічим...», про становлення Радянської влади в Таджикистані.
- Перша серія: «Вихори ворожі»
- Друга серія: «...і смертний бій...»
- Третя серія: «....ми новий світ побудуємо!»

## У ролях
- Ходжадурди Нарлієв — Шакір
- Акмурад Бяшимов — Туйчі
- Гульсара Абдуллаєва — Айша
- Руслан Ахметов — Абдулло-бек
- Анатолій Барчук — Арсен
- Леонід Карнєєв — Степан Захарович Медеведєв (Захарич)
- Максуд Мансуров — Фархад
- Усман Салімов — Хасан, батько Шакіра
- Іскендер Рискулов — Тобол
- Юрій Дедович — Крутояров
- Баба Аннанов — Сардар
- Махмуджан Вахідов — Махдум
- Марат Аріпов — емір Алімхан
- Хошимжон Алімджанов — Болбаш
- Анвар Кенджаєв — Карім Зардмуй
- Гурміндж Завкібеков — Назар-бай
- Ато Мухамеджанов — Аман-паша
- Валентина Куценко — Ніна Антонівна
- Ігор Дмитрієв — Фінч
- Болот Бейшеналієв — Урман-бек
- Даврон Аліматов — Рахімдот
- Р. Акілов — епізод
- Анвара Алімова — Мусліма
- І. Бєлова — Ксенія Крутоярова, дочка
- Михайло Васильєв — Варлаам
- Юрій Джорогов — граф Безбородко
- Михайло Драновський — Геннадій
- Абдусалом Рахімов — вчитель Юсуф
- Сергій Свєчников — Володимир Крутояров
- Галина Стругач — Віра
- Махмуд Тахірі — бай, постачальник зброї
- Ф. Умаров — епізод
- Джавлон Хамраєв — Набі Сухта
- Софія Туйбаєва — мати Назар-бая
- У. Наїмов — епізод
- Саврінісо Сабзалієва — Зебо, сестра Шакіра
- Мухаммад Халілов — епізод
- А. Атакулов — Ашур-ака
- Назаршо Гульмамадов — Сафар-бобо
- Леонід Мордвінов — капітан Чепурін, посланець від Колчака
- Мохаммед Рафіков — епізод
- М. Самандаров — Латіф-бай
- Імамберди Суханов — епізод
- Хайдар Шаймарданов — Умар-ака
- Курбан Шаріпов — Курбан

## Знімальна група
- Сценарист: Ігор Луковський
- Режисер-постановник: Тахір Сабіров
- Оператор-постановник: Олександр Рябов
- Композитори: Зіядулло Шахіді, Толіб-хон Шахіді
- Художники-постановники: Борис Алімов, Володимир Мякота